# M200 CheyTac
L'M200 CheyTac Intervention è un fucile di precisione a otturatore girevole-scorrevole prodotto dalla compagnia statunitense Cheyenne Tactical LCC. per tiri da lunga distanza (LRRS, acronimo per Long Range Rifle System). Impiega munizioni calibro .408 Chey Tac, che garantiscono un'ottima precisione su distanze considerevoli, fino a quasi 3 km.

## Tecnologia
L'M200 fa parte dell'SWS (Sniper Weapon System) che non include solamente il fucile M200, ma anche altri fondamentali componenti:
- il munizionamento .408 Chey Tac: questi proiettili sono stati realizzati appositamente dalla Cheyenne Tactical per garantire una precisione inferiore al minuto d'angolo (MOA) su distanze superiori ai 2500 yard. Questo proiettile colma il divario tra il .338 Lapua Magnum e il .50 BMG.
- l'Advanced Ballistic Computer (ABC): calcolatore balistico, simile ad un piccolo palmare, in grado di dare le correzioni fondamentali per lunghi tiri, relative a distanza, vento, pressione, temperatura, effetto di Coriolis, informazioni relative alle munizioni (temperatura, velocità di combustione e velocità alla volata) ed ai bersagli in movimento. Questo software è installato su un palmare militare, utilizzabile quindi in condizioni fisiche estreme.
- il Kestrel 4000: sistema di monitoraggio meteo tascabile in grado di misurare velocità del vento, temperatura, freddo sotto vento, umidità, freddo apparente, punto di rugiada, temperatura di bulbo umido, pressione e altitudine.
- il telemetro LEICA Victor IV: telemetro laser di grande affidabilità.
- CheyTac Optics: un'ottica giorno/notte con ingrandimento x22.

## Il CheyTac M200 nella cultura di massa
- In ambito cinematografico, il fucile compare nel film Shooter nelle mani di Bob Lee Swagger nella scena del tiro al barattolo da un miglio di distanza, nella scena del complotto contro quest'ultimo e nella scena finale del film.[1]
- In ambito videoludico, appare nei videogiochi Call of Duty: Modern Warfare II (con il nome di FJX Imperium), Homefront, Point Blank,  Sniper: Ghost Warrior, Sniper: Ghost Warrior 2, ArmA III e Battlefield 4 (col nome di Srr-61), Call of Duty: Mobile (col nome di Dlq-33). Appare inoltre nel gioco online S.K.I.L.L. Special Force 2
- In ambito anime compare in Angel Beats!, Grisaia no rakuen e in Musume Monster no iru Nichijou.
- L'arma venne introdotta anche nel gioco Ring of Elysium con il nuovo aggiornamento invernale, ma quest'ultima è possibile trovare solo negli AirDrop